# Pippokero
Pippokero är en bergstopp i Finland.   Den ligger i den ekonomiska regionen  Fjäll-Lappland  och landskapet Lappland, i den norra delen av landet, 900 km norr om huvudstaden Helsingfors. Toppen på Pippokero är 562 meter över havet, eller 80 meter över den omgivande terrängen. Bredden vid basen är 1,2 km.
Terrängen runt Pippokero är platt österut, men västerut är den kuperad.  Trakten runt Pippokero är nära nog obefolkad, med mindre än två invånare per kvadratkilometer. Närmaste större samhälle är Enontekis, 18,1 km nordväst om Pippokero. Omgivningarna runt Pippokero är i huvudsak ett öppet busklandskap.